# Ducado da Lorena
O Ducado da Lorena (em francês:  Duché de Lorraine, em alemão:  Herzogtum Lothringen) foi um Estado independente entre 977 e 1739. O ducado, bem como a região actual da Lorena a que correspondia, foi o foco de uma luta de séculos entre o Sacro Império Romano-Germânico e o Reino da França, e depois entre a  Alemanha e a França, mudando de mão diversas vezes, a última das quais no fim da Segunda Guerra Mundial.

## História
O Ducado da Lorena era uma parte do antigo Reino da Lotaríngia, governado por Carolíngios, formado na sequência do Tratado de Verdun. No século X, a Lotaríngia foi dividida na Alta Lotaríngia (isto é, Lorena), que corresponde ao ducado que aqui se descreve e Baixa Lorena. Os governantes da Baixa Lorena utilizaram o título durante algumas gerações, antes de o substituírem por Duque de Brabante.
A Casa de Guise, que representou um papel central nas Guerras dos Hugenotes em França, era um ramo da Casa Ducal da Lorena. O penúltimo Duque da Lorena, Francisco III, abdicou dos seus domínios em 1737 para se tornar Imperador da Áustria através do seu casamento com Maria Teresa de Habsburgo. O beneficiado desta abdicação foi Estanislau I. Na sua morte, em 1739, a Lorena foi herdada pelo seu genro o rei Luís XV de França e incorporada nos seus domínios.
O ducado teve um dos seus membros eleito papa: Papa Estêvão IX foi papa de 2 de agosto de 1057 até 29 de março de 1058.

### Surgimento do ducado

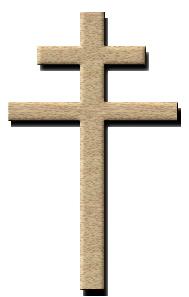
Cruz de Lorena, símbolo de Lorena no século XV

No ano 959, Duque de Lorena e Arcebispo de Colónia, Bruno, irmão do imperador romano-germânico Otão I, que decidiu dividir o ducado em dois territórios, devido às contínuas disputas entre seus vassalos uns eram defensores da área de influência e as da fidelidade germânica.
Tal divisão surgiu os territórios da Alta Lorena e Baixa Lorena, e alguns anos mais tarde, em 965, a divisão deria manteria com os dois ducados independentes entre si. Só entre 1033-1044 ficariam sob o mesmo duque Gotelão.
Com a morte em 1044, do imperador Henrique III, que temia a unificação, e decidiu nomear o filho primogénito de Gotelão, Godofredo, o Barbudo, como Duque da Alta Lotaríngia e para a Baixa Lorena o irmão deste, Gotelão, Duque da Baixa Lorena. A recusa do imperador de unificar a Lotaríngia fez com que o duque Godofredo se rebelasse contra a decisão imperial, e atacasse a Baixa Lorena e devastasse a cidade de Verdun em 1045. O imperador, como punição, o destituiu de seu título de Duque da Alta Lotaríngia (Lorena) e criou o Ducado da Lorena para Adalberto da Alsácia, em 1047.
Godofredo continuou a luta, derrotando e matando Adalberto na Batalha de Thuin (11 de novembro 1048) sem atingir, no entanto, seu objetivo, pois o imperador iria rapidamente nomear Gerardo, irmão de Adalberto, como Duque da Lorena, que originou a Casa da Alsácia.
Os territórios do Ducado da Lorena foram desmembrando-se em diferentes senhorios feudais, tais como:
- os três bispados de Metz, Toul e Verdun;
- o Ducado de Bar;
- o Condado de Vaudémont;
- o Condado de Salm, Blieskastel, Duas Pontes (Zweibrücken), Saarbrücken e Sarrewerden.

### Fronteiras

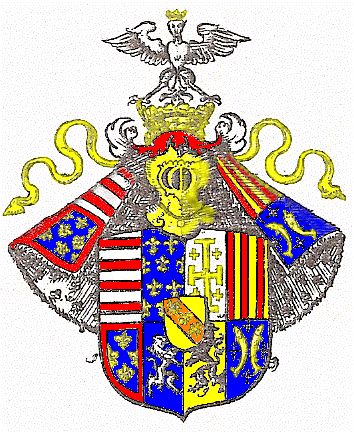
Brasão de armas, 1703

A fronteira entre o Sacro Império Romano-Germânico e o Reino da França manteve-se relativamente estável ao longo da Idade Média. Em 1301, o conde Henrique III de Bar tinha que receber a parte ocidental de suas terras (Barrois mouvant) como um feudo do rei Filipe IV de França. O Duque de Borgonha, Carlos, o temerário em 1475 fez campanha contra o Ducado da Lorena, mas finalmente foi derrotado e morto em 1477 na Batalha de Nancy. Em 1552, um número de insurgentes protestante, que eram príncipes imperiais, que ficaram em torno do príncipe-eleitor Maurício da Saxónia, pelo Tratado de Chambord cedeu os três bispados ao rei Henrique II de França, em razão do seu apoio.

### Problemas com a França
No século XVII, os reis franceses começaram a cobiçar Lorena. Enquanto a autoridade central imperial ficou deteriorada no decorrer da Guerra dos Trinta Anos, o ministro-chefe Cardeal de Richelieu instou a ocupação do ducado em 1641.
A França novamente teve que desocupá-lo após o 1648 com a Paz de Vestfália, que entretanto ganhou para a França várias posições na Alsácia, a leste de Lorena. Em 1670, os franceses invadiram novamente o ducado, forçando o duque Carlos V a fugir para um exílio em Viena, onde formou fortes laços com a imperial Casa de Habsburgo. França ocupou o ducado por quase trinta anos, que apenas abandonou-o no Tratado de Rijswijk o qual terminou a Guerra dos Nove Anos, em 1697. Durante a Guerra da Sucessão Espanhola, partes da Lorena, incluindo a capital Nancy, novamente foram ocupados pela França, mas o duque Leopoldo José continuou a reinar no castelo de Lunéville.

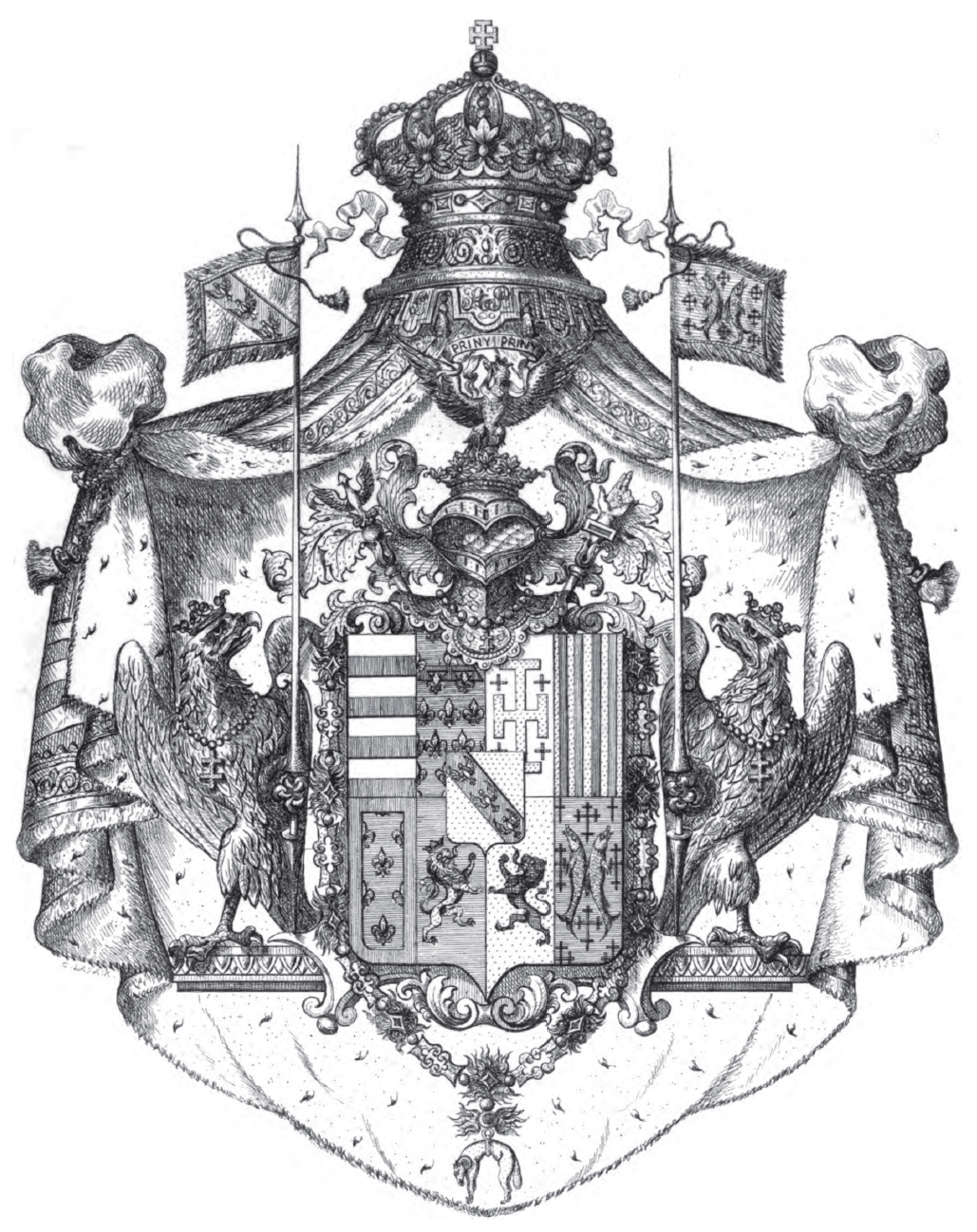
Brasão de armas, 1697

Em 1737, depois da Guerra da Sucessão Polonesa, Lorena fez parte de um acordo entre a França, com a casa de Habsburgo e também com a casa de Lorena de Vaudémont: O ducado foi dado a Estanislau I, o antigo Rei da Polónia e sogro do rei Luís XV de França, que, apesar do suporte francês, acabou por perder para um candidato apoiado pela Rússia e Áustria ao trono polonês. O Duque de Lorena, Francisco III de Lorena, tinha como prometida a filha do imperador romano-germânico Carlos VI, a arquiduquesa Maria Teresa da Áustria. Francisco III de Lorena foi compensado com o Grão-Ducado da Toscana, onde o último governante Médici recentemente morrera sem descendência. França também prometeu apoiar Maria Teresa como herdeira das possessões dos Habsburgos sob a Pragmática Sanção de 1713. Leszczyński recebeu, assim, o Ducado da Lorena com o entendimento que ele ficaria para a coroa francesa após a sua morte. Quando Estanislau I morreu em 23 de fevereiro de 1766, o Ducado da Lorena foi anexado pela França e reorganizada como uma província pelo governo francês.

### Entre a França e a Alemanha
Lorena permaneceu como parte da França, mas a parte norte da antiga Lotaríngia conhecida como Lorena, junto com Alsácia, eram regiões de língua alemã, principalmente, e foram anexadas pelo recém fundado Império Alemão, em 1871, após a Guerra Franco-Prussiana e a língua francesa foi proibida.
Não foram os territórios anexados por qualquer estado do Sacro Império Romano-Germânico ou organizados em um estado separado, mas eram governados como o Reichsland Elsass-Lothringen (Imperial Território de Alsácia-Lorena), sob um governador nomeado diretamente pelo imperador alemão. Alsácia-Lorena permaneceu como parte da Alemanha até o fim da Primeira Guerra Mundial, quando a França ocupou a área e a reanexou. Políticas, proibindo o uso do alemão e que exigiam o francês então começaram, assim como a expulsão dos alemães que se mudaram para a região depois de 1871.
Em 1940, a Alemanha nazista reanexou a Alsácia-Lorena durante a Segunda Guerra Mundial combinando Lorena com o Sarre e Alsácia com Baden. A língua francesa foi proscrita novamente e educação em escolas alemãs tornada obrigatória. A área de guerra foi retornada à França em novembro de 1944. Por causa dos combates na área, Lorena é local do Cemitério Americano de Lorena e Memorial, o maior cemitério de guerra americano na França.

## Cultura
Duas línguas regionais sobrevivem na região:
- O frâncio loreno, conhecido como FLA ou platt (lorrain) em francês, é um dialeto germânico falado por uma minoria na parte norte da região. Isto é distinto da vizinha língua alsaciana, embora os dois sejam muitas vezes confundidos. Também não tem qualquer forma de reconhecimento oficial;
- O loreno é um dialeto românico falado por uma minoria na parte sul da região.

Como a maioria das línguas regionais da França (como bretão, provençal e alsaciana) e frâncio loreno foram largamente substituído pelo francês com o advento da educação pública obrigatória nos séculos XIX e XX.
Alimentos e pratos associados com Lorena incluem quiche lorraine, ameixa Mirabelle, baba aurhum, bergamotes, macarons e madeleines.

## Administração ducal
O topo da hierarquia foi o Duque de Lorena e Bar. No entanto, seria um erro acreditar que, antes da Revolução Francesa, o governo era absoluto. Aqui, pelo menos até o século XVII o governo foi realmente constitucional.

### Estados gerais
Todos os anos, na verdade (mais frequentemente quando as circunstâncias o exijam), os Estados Gerais de Lorena se reuniam, geralmente em Nancy. Eles incluíram:
- a nobreza, ou seja, membros da antiga cavalaria Lorena cujos Chefes das Famílias reunidos formavam o Bano ducal (Suprema  Magistratura do Ducado) e ao longo do tempo, enobrecida;
- o Clero (não eleitos de entre os seus membros, mas aqueles que detinham posição privilegiada, tal e como reitor da Primatiale Nancy ou Prieur Châtenois;
- Terceiro Estado, ou seja, membros da cidades ou vilas, cercadas por muralhas, numerosos em Lorena na idade média.

O poder dos Estados Gerais era muito grande: a sucessão ao trono, tutela do Ducado, leis e impostos, todas as questões importantes estavam sujeitos a sua decisão. Raramente se via o duque modificar o que eles tinham resolvido. Era uma garantia para o povo, mas um gene para o poder ducal que procurou libertar-se desse controle. A reunião de 1629 foi a última, Carlos IV deu sempre pela convocação dos Estados Gerais e a ocupação da Lorena pelos franceses favoreceu seu propósito.
Após o Tratado de Rijswijk, em 1697, o duque Leopoldo acaba por reintegrar os estados, apesar de todas as acusações. Fazendo do ducado uma pequena monarquia absoluta a imagem da França, surgiu impostos sem controle, não foi a justiça soberana. Além disso, seu povo não era mais infeliz, como ele estava no coração da população. Seu filho Francisco III o imitou. Mas depois de sua partida para a Áustria em 1737, Lorena passou a ter ficar sob as ordens de um administrador sem piedade, representado no bailiado e a seus subdelegados: eles tinham muito a sofrer abusos e o socorro do governo sob o qual eles passaram. Também saudaram com alegria, em 1789, a reunião dos Estados Gerais que lembrou uma das suas instituições mais antigas e em seu pensamento necessários para pôr fim a sua dor.

### Conselho de estado
Após a sua remoção dos Estados Gerais, o Duque de Lorena tinha como base de seu governo o conselho de Estado, que mais parecia um conselho privado, já que ele presidia diariamente.
Já perfeitamente organizado no século XVI, sob o regime de Carlos III, este conselho viu Francisco III, em 1729 e Estanislau chegarem a Lorena (1737) em modificar a sua composição, mas seus poderes permanecem praticamente o mesmo. A partir de então, o Conselho de Ministros, passou a ser tratado com no que diz respeito a uma gestão eficaz dos ducados de Lorena e Bar, em seguida, os secretários (como empregados de departamentos) passaram a ter funções escritas para as suas instruções tanto no interior como no exterior, como o Duque de Lorena teve também embaixadores na maioria das Cortes estrangeiras.

### Bailiado

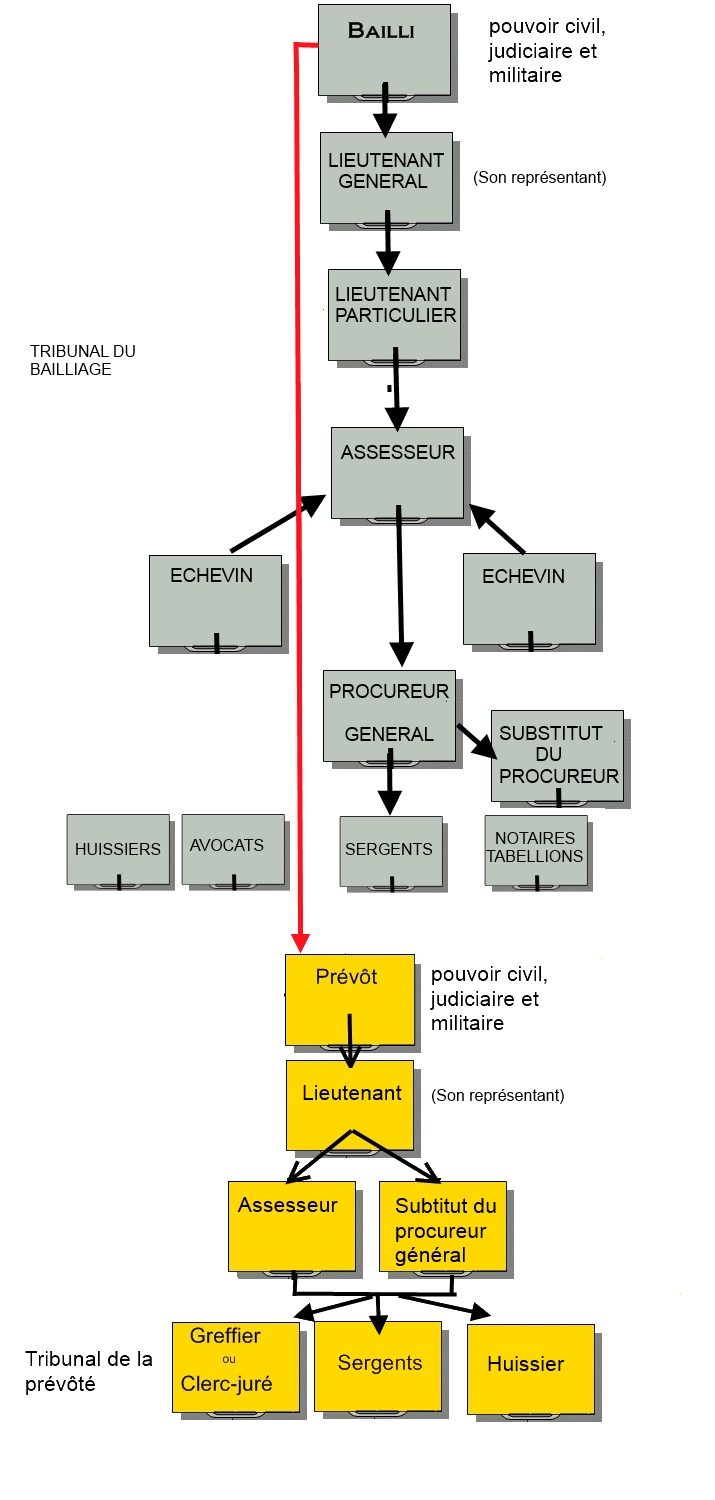
Hierarquia dos cargos do Ducado da Lorena

Os duques de Lorena haviam estabelecido em suas terras 3 Bailiados: de Nancy, Voge e Alemanha, as áreas administrativas se dividiam em  prévôtés.
O Chefe do Bailiado era bailio, cabeça do poder civil. É a ele que o Duque de Lorena dirigia as suas ordens: 
- carta de S.A. para o oficial de Justiça de cada província:
- sobre o levantamento do povo de guerra,
- para o transporte de grãos no lugar fechado e fortificado
- das precauções contra o contágio,
- carta pastoral de S.A. para o fato de caça, oficial de Justiça a Sieur Voge
- para informar-se contra o receptor de Neufchâteau em dinheiro de captação de recursos, etc.

O oficial de Justiça tinha que publicar a ordem na cidade principal do bailiado, transmiti-lo para a polícia militar e assegurar que eles fizessem o publicar e cumprir.
"E finalmente que ninguém alega ignorância, você publicará esta ordem de nostre presente no clamor público e a ordem para todos os policiais militares de mãos dadas e tem o olho, se o conteúdo é mantido, sob pena de responsabilidade. Se não colher a culpa, porque então nos agrada."
Cabeça do poder judiciário, o oficial de Justiça presidia o tribunal do bailiado e até mesmo dos Assizes, mas ele não votava, suas funções eram confinadas aos atos preparatórios e executórios da justiça. Líder militar, o oficial de justiça inscrevia o necessário quantitativo de homens para levá-los ao exército ducal, e ter seu comando em tempo de guerra. Em tempos de paz, as tropas de guarnição obedecem o oficial de justiça à frente de sua província.
No quadro, após o oficial de justiça, havia o tenente-general. Ele ajudava o oficial de justiça e substituiu-o na sua ausência. Incluem, por exemplo:
- em Mirecourt, Louis Pierre Alba, senhor de Roony e Villers, relatado em 1746 para uma venda de terras,
- em Neufchâteau, de 1765, de 1781, Claude Sauville (vendedor de um também em La Neuveville) e, em seguida, Jean Claude Cherrier (eleito para os Estados gerais).

Depois do tenente-general, interveia o tenente particular que viessem ajudar. Portanto, em 1790, Joseph Daniel Maire serviu como tenente-geral adjunto na Assembleia Nacional.
Havia então um assessor e alguns conselheiros, anteriormente conhecidos como vereadores. Claude Quinot, por exemplo, que era presidente do Conselho Executivo do departamento de Vosges, foi assessor para o Bailiado de Neufchâteau.
Finalmente, havia o procurador-geral e seu substituto. Promotores bem conhecidos, incluem, para despossuídos de exemplo, Luís Martins, do seu cargo por Louis XIII em punição de sua fidelidade ao Duque Carlos IV.
Para não mencionar a advogados, solicitadores, sargentos de notários, haverá apenas a nota que, além do oficial de Justiça e seus tenentes, os outros oficiais do Bailiado exercidas funções judiciais.

### Prévôtés
O chefe da polícia, era o marechal, exercia uma função tripla: civil, judicial e militar. Foi publicado e enviado para prefeitos as ducais ordens que ele recebia do oficial de justiça. Ele perseguia os criminosos, monitorava o comércio e processava a justiça em tempos de paz. Em tempo de guerra, ele comandava o contingente de sua divisão territorial. Projetando-se de que omarechal nem sempre fez para alugar soldados (mercenários) criados sem qualquer preparação. Na Guerra de Rustauds, em 1525, Antônio, por exemplo, foi tão descontente com a indisciplina de Châtenois nas costas de Dompaire que ele enviou de volta ao seu país.
Abaixo do marechal havia o comandante. Com eles, havia um avaliador, um advogado para o procurador-geral. Um oficial de Justiça, um sargento, um funcionário concluído o tribunal do reitor. Aqui, como a principal cidade do bailiado, escritórios, exceto aqueles do marechal e seu tenente, foram bastante cargos de magistratura.